# Jeongeup
Jeongeup (Jeongeup-si; 정읍시; 井邑市), è una città della provincia sudcoreana del Nord Jeolla.